# Raukaua gunnii
Raukaua gunnii är en araliaväxtart som först beskrevs av Joseph Dalton Hooker, och fick sitt nu gällande namn av David Gamman Frodin. Raukaua gunnii ingår i släktet Raukaua och familjen araliaväxter.
Artens utbredningsområde är Tasmanien. Inga underarter finns listade.